# Авангард Омск
Авангард Омск е хокеен отбор. Основан е през 1950. Играе мачовете в Омск. Играе в Континентална хокейна лига.